# Wolfgang Werner (Mediziner)
Wolfgang Werner (* 24. Oktober 1939 in Niederkirchen) ist ein deutscher Psychiater und Hochschullehrer, der sich insbesondere Verdienste bei der Dezentralisierung der Psychiatrie erworben hat.

## Beruflicher Werdegang
Wolfgang Werner studierte zunächst Germanistik und Altphilologie, danach Medizin. Er promovierte 1966 an der Universität des Saarlandes und habilitierte sich 1974. Am 1. Oktober 1978 wurde er ärztlicher Direktor des Landeskrankenhauses in Merzig, in dem damals 900 Patienten auf 39 Stationen untergebracht waren. Wolfgang Werner setzte sich für eine Humanisierung der Psychiatrie sowie eine wohnortnahe Versorgung psychisch kranker Menschen im Saarland ein, worauf das Landeskrankenhaus Merzig 1998 als erstes seiner Art in Deutschland aufgelöst wurde.
Am 12. Juli 2000 wurde er zum Honorarprofessor im Fachbereich Psychologie der Universität Trier ernannt.

## Soziales und kulturelles Engagement
Neben seiner Arbeit als Mediziner engagiert sich Wolfgang Werner für verschiedene soziale und kulturelle Projekte, z. B. für den Verein zur Förderung der saarländischen Literatur, den Trägerverein Steine an der Grenze, die saarländische Psychiatriestiftung oder ein Mehrgenerationen-Modellprojekt in Merziger Stadtteilen.

## Ehrungen
- 1999 wurde Wolfgang Werner für seine Verdienste um die Psychiatriereform mit dem Saarländischen Verdienstorden ausgezeichnet.
- 2023 erhielt er das Bundesverdienstkreuz am Bande.[2]

## Schriften (Auswahl)
- Über 84 Selbstmordversuche. Saarbrücken 1966 (Dissertation).
- Funikuläre Myelose. Thieme, Stuttgart 1977, ISBN 3-13-551701-2.
- Hoechst AG (Hrsg.): Psychische Störungen des alternden Menschen. Frankfurt (Main) 1983.
- mit Frieder Láhoda: Therapeutische Möglichkeiten bei Polyneuropathien. Einhorn-Presse, Reinbek/Hamburg 1983, ISBN 978-3-88756-201-4.
- Leben in der Landschaft. Zur Gesundheit und Gesunderhaltung des Menschen. Einhorn-Presse, Reinbek/Hamburg 1985, ISBN 978-3-88756-401-8.
- Paul Sporken (Hrsg.): Was alte Menschen brauchen. Herder, Freiburg im Breisgau/ Basel/ Wien 1986, ISBN 978-3-451-20624-5.
- Carbamazepin. Ein Mittel für alles? W. Zuckschwerdt Verlag, München/ Bern/ Wien/ San Francisco 1988, ISBN 978-3-88603-268-6.
- Wolfgang Werner (Hrsg.): Auflösung ist machbar. Vom Großkrankenhaus zur Dezentralisierung. Psychiatrie-Verlag, Bonn 1998, ISBN 978-3-88414-218-9.
- Universität Trier (Hrsg.): 124 Jahre Psychiatrie in Deutschland: Merzig zum Beispiel. Antrittsvorlesung von Herrn Prof. Dr. med. Wolfgang Werner, gehalten am 28. November 2000 anläßlich seiner Bestellung zum Honorarprofessor im Fachbereich I – Pädagogik, Philosophie, Psychologie – an der Universität Trier. Trier 2000.
- Lehrbuch der Krankenhauspsychiatrie. Psychiatrie im sozialen Kontext. Schattauer Verlag, Stuttgart/ New York 2003, ISBN 978-3-7945-2296-5.
- Dat de mens de mens tot steun is. Dass der Mensch dem Menschen ein Helfer ist. Paranus Verlag, Neumünster 2003, ISBN 978-3-926200-56-3.
- Psychiatrisches Alphabet. Paranus Verlag, Neumünster 2009, ISBN 978-3-940636-05-8.
- Welch Meisterwerk ist der Mensch! Kunstreise durch das Land der Psychiatrie (Band 1). dgvt-Verlag-Verlag, Tübingen 2014, ISBN 978-3-87159-290-4.[3]
- Bereitsein ist alles! Kunstreise durch das Land der Psychiatrie (Band 2). dgvt-Verlag-Verlag, Tübingen 2016, ISBN 978-3-87159-291-1.[3]
- Im Herzen meines Herzens. Kunstreise durch das Land der Psychiatrie (Band 3). dgvt-Verlag-Verlag, Tübingen 2018, ISBN 978-3-87159-293-5.[3]
- Im Cocon. Eine Psychologie der Coronazeit. edition winterwork, Borsdorf 2023, ISBN 978-3989130210